# Джурджиш
Джурджиш (рум. Giurgiș) — село у повіті Муреш в Румунії. Входить до складу комуни Кецань.
Село розташоване на відстані 284 км на північний захід від Бухареста, 45 км на захід від Тиргу-Муреша, 40 км на південний схід від Клуж-Напоки.

## Населення
За даними перепису населення 2002 року в селі проживали 19 осіб.
Національний склад населення села:
| Національність | Кількість осіб | Відсоток |
| -------------- | -------------- | -------- |
| угорці         | 11             | 57,9%    |
| румуни         | 8              | 42,1%    |

Рідною мовою назвали:
| Мова      | Кількість осіб | Відсоток |
| --------- | -------------- | -------- |
| угорська  | 11             | 57,9%    |
| румунська | 8              | 42,1%    |